# Apocalypse Please
Apocalypse Please is een nummer van de Britse rockband Muse van hun derde studioalbum Absolution. Van het nummer, geschreven door Matthew Bellamy, werd op 23 augustus 2004 een live-versie uitgegeven als muziekdownload. 70 procent van de opbrengt van het nummer ging naar Oxfam International.
Het nummer bevatte in het begin ook een koor, maar dit werd door Bellamy als "te veel" ervaren. Drummer Dominic Howard beschrijft het nummer als "een theatraal nummer over religieuze fantasten die wensen dat hun voorspellingen werkelijkheid worden, zodat ze hun religie kunnen bevestigen".